# Kalanchoe tashiroi
Kalanchoe tashiroi ist eine Pflanzenart der Gattung Kalanchoe in der Familie der Dickblattgewächse (Crassulaceae).

## Beschreibung

### Vegetative Merkmale
Kalanchoe tashiroi ist eine ausdauernde, vollständig kahle Pflanze. Die dicken, fleischigen Laubblätter sind kurz gestielt. Der auf der Oberseite gefurchte Blattstiel ist etwa 2 Millimeter lang. Die dreieckige bis breit eiförmige, auf der Oberseite grüne und der Unterseiter blasse Blattspreite ist 5,5 bis 11,5 Zentimeter lang und 2,5 bis 6,5 Zentimeter breit. Ihre Spitze ist breit dreieckig, die Basis gestutzt oder breit keilförmig. Der Blattrand ist unregelmäßig gekerbt.

### Generative Merkmale
Der Blütenstand besteht aus traubigen Rispen. Die aufrechten Blüten stehen an etwa 1 Millimeter langen Blütenstielen. Ihre grüne Kelchröhre ist kurz. Die linealisch-lanzettlichen Kelchzipfel sind etwa 8 Millimeter lang und 3 Millimeter breit. Die gelbe, urnenförmige Kronröhre ist an ihrer Basis erweitert und etwa 10 Millimeter lang. Ihre breit elliptischen, dornenspitzigen Kronzipfel weisen eine Länge von etwa 7 Millimeter auf und sind 5 Millimeter breit. Die Staubblätter sind an der Spitze der Kronröhre angeheftet und ragen nicht aus der Blüte heraus. Die Staubbeutel sind etwa 1,5 Millimeter lang. Die linealischen Nektarschüppchen weisen eine Länge von etwa 4 Millimeter auf und sind 0,5 Millimeter breit. Das Fruchtblatt weist einschließlich Griffel eine Länge von 12 Millimeter auf.
Die länglichen Samen erreichen eine Länge von etwa 0,8 Millimeter.

## Systematik und Verbreitung
Kalanchoe tashiroi ist im Südosten von Taiwan verbreitet.
Die Erstbeschreibung durch Yoshimatsu Yamamoto wurde 1926 veröffentlicht.

## Nachweise